# Poljana (Lipik)
Poljana is een plaats in de gemeente Lipik in de Kroatische provincie Požega-Slavonië. De plaats telt 626 inwoners (2001).